# Carlos Guzmán
Carlos Alberto Guzmán Fonseca, noto semplicemente come Carlos Guzmán (Morelia, 19 maggio 1994), è un calciatore messicano, difensore del Monterey Bay.

## Caratteristiche tecniche
È un terzino destro.

## Carriera
Cresciuto nel settore giovanile del Monarcas Morelia, ha esordito in prima squadra il 5 novembre 2011 disputando l'incontro di Primera División vinto 1-0 contro il Chiapas.